# 巴格兰省
巴格兰省（波斯語：د بغلان ولاي）是阿富汗34個省份之一，位於阿富汗北部。截至2020年，巴格蘭省人口約為101萬人。塔利班在2021年攻勢下幾乎佔領所有省份，巴格蘭省亦在內。
巴格蘭省省會是普勒胡姆里，但省名來自省內另一個重要城鎮巴格蘭。瑣羅亞斯德教火廟紅柱的遺蹟位於巴格蘭省。當地的省份重建隊領頭國家是匈牙利，在2006年至2015年間運作。